# Lampreia
Lampreia é o nome comum dado a diversas espécies de peixes ciclóstomos de água doce ou anádromos, com forma de enguias, mas sem maxilas, pertencentes à família Petromyzontidae da ordem dos Petromyzontiformes. Nestes peixes, a boca está transformada numa ventosa circular, com o diâmetro do corpo, reforçada por um anel de cartilagem e armada com uma língua-raspadora igualmente cartilaginosa. Várias espécies de lampreia são consumidas como alimento.

## Descrição

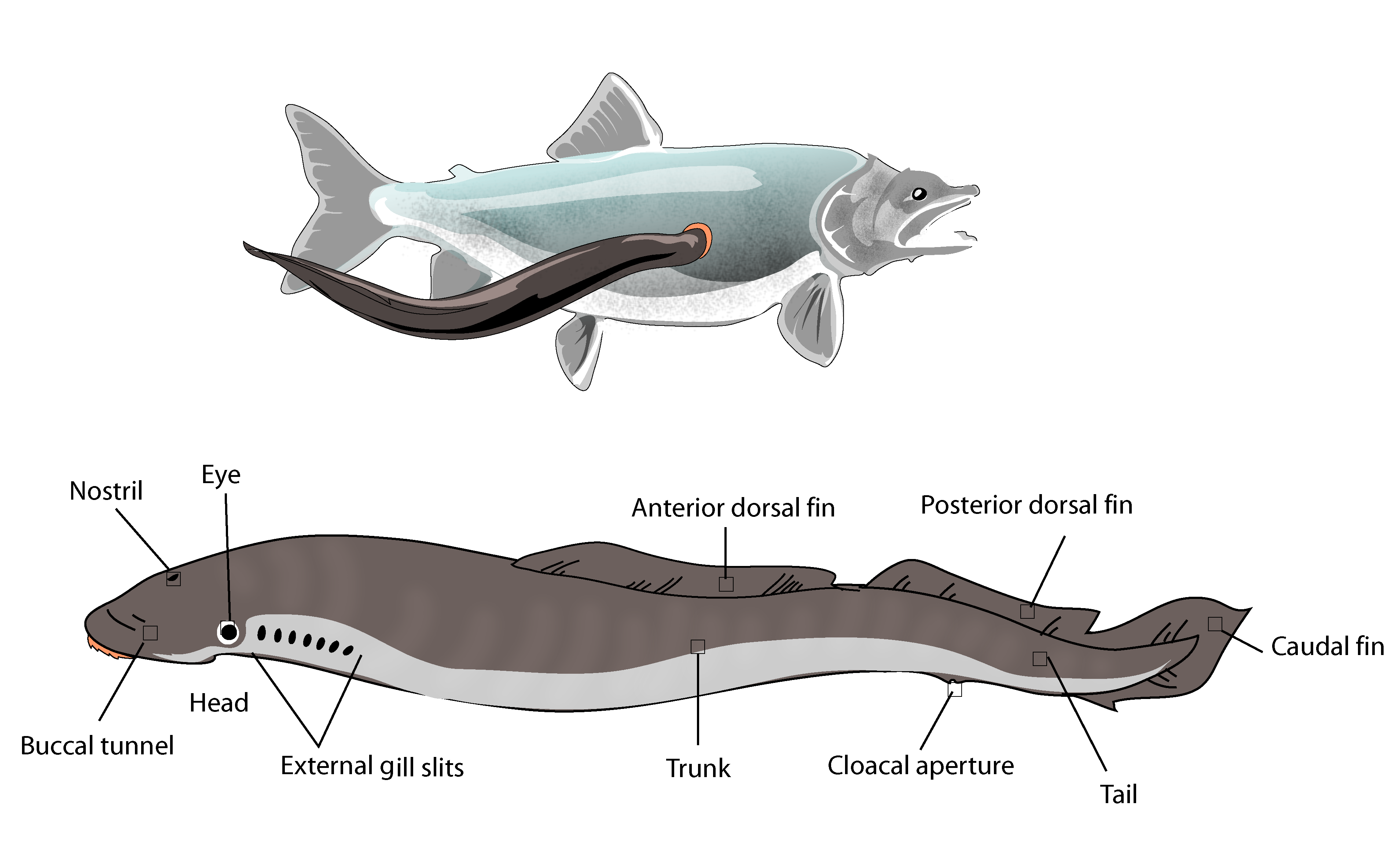
Anatomia da lampreia

As lampreias possuem no topo da cabeça um "olho pineal" translúcido e, à frente, uma única "narina", o que é um caso único entre os vertebrados actuais (embora se encontre em alguns fósseis). Esta "narina" também é chamada abertura naso-hipofisial, uma vez que liga ao órgão do olfacto e a um tubo cego que inclui a glândula pituitária ou hipófise. Pensa-se que este tubo seja um resíduo do canal nasofaringeal das mixinas, com quem a lampréia tem algumas características em comum.
Os olhos são relativamente grandes, estão equipados de cristalino, mas não possuem músculos oculares intrínsecos, como os restantes vertebrados. Por trás deles, abrem-se sete fendas branquiais. Uma outra característica deste grupo de peixes é a inexistência de verdadeiros arcos branquiais – a câmara branquial é reforçada externamente por um cesto branquial cartilagíneo (ver figura na página Craniata).

Boca da lampreia

A ventosa que forma a boca da lampreia funciona como tal através dum complexo mecanismo que age como uma bomba de sucção: inclui um pistão, o velum e uma depressão na cavidade bucal, o hydrosinus.
As lampreias não têm um esqueleto mineralizado, mas encontram-se regiões de cartilagem calcificada no seu endoesqueleto. O crânio é composto por placas cartilagíneas, como o das mixinas, mas é mais complexo e inclui uma verdadeira caixa craniana onde está alojado o cérebro.
A coluna vertebral é basicamente formada pelo notocórdio, tal como as mixinas, mas nas lampréias existem pequenos reforços cartilagíneos, os arcualia dorsais.

## Reprodução

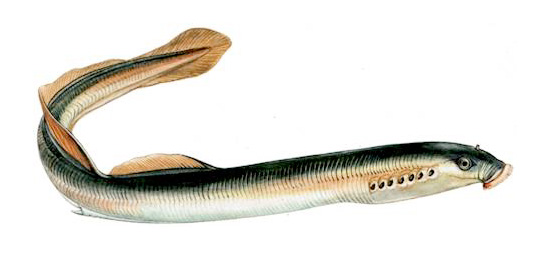
Lampreia marinha

Tanto as lampréias marinhas como as de água doce se reproduzem em rios. A sua vida larval (ver abaixo), que pode durar até sete anos, é sempre passada no rio onde nascem. A certa altura, elas sofrem uma metamorfose e transformam-se em adultos.
As espécies anádromas migram para o mar depois da metamorfose, onde se desenvolvem e atingem a maturação sexual. Este processo pode durar um ou dois anos. São espécies semélparas, quando atingem a maturidade sexual, as lampreias entram num rio, reproduzem-se e morrem.
Cada fêmea gera milhares de ovos pequenos e sem reservas nutritivas. Os ovos são enterrados em "ninhos" cavados no fundo do rio.
Algumas espécies de lampreias têm um número de cromossomas que é recorde entre os cordados, chegando a 174.

## Desenvolvimento larval
As lampreias sofrem um desenvolvimento larval que pode durar até sete anos, passando-se sempre em água doce. A larva, denominada ammocoetes, não tem ventosa e os olhos são pouco desenvolvidos. A câmara branquial não é fechada e a larva alimenta-se capturando pequenas partículas orgânicas com uma fita de muco produzida na faringe.
Para promover o fluxo de água, o ammocoetes possui entre a boca e a faringe um sistema de bombagem anti-refluxo com duas válvulas, o velum que nos adultos não toma parte na respiração.
O esqueleto da cabeça do ammocoetes é composto dum tecido elástico, a muco-cartilagem que, durante a metamorfose dá origem a uma variedade de tecidos, entre os quais a verdadeira cartilagem.
A larva ammocoetes tem um tamanho máximo de 10 cm, enquanto que os adultos podem ultrapassar 120 cm.

## Ecologia
As lampreias encontram-se principalmente em águas temperadas, tanto no hemisfério norte, como no sul.
Algumas espécies são parasitas, fixando-se a outros peixes, cuja pele abrem com a sua língua-raspadora e sugam-lhes o sangue. Esta é também uma forma de se deslocarem.
A ventosa bucal também lhes serve para se agarrarem a pedras ou vegetação aquática para descansarem. Por esta razão, em alguns locais da Europa são conhecidas por suga-pedra ("stone-sucker" em inglês).
As lampreias, principalmente a larva ammocoetes, são usadas como isco na pesca. No entanto, em alguns países (como Portugal, por exemplo), os adultos são considerados uma especialidade culinária.
A poluição dos rios, à qual as larvas são especialmente sensíveis, tem sido a causa da sua quase extinção em muitos rios da Europa.
Existem registos fósseis de lampreias desde o período Carbónico superior, com cerca de 280 milhões de anos de idade.

## Uso humano

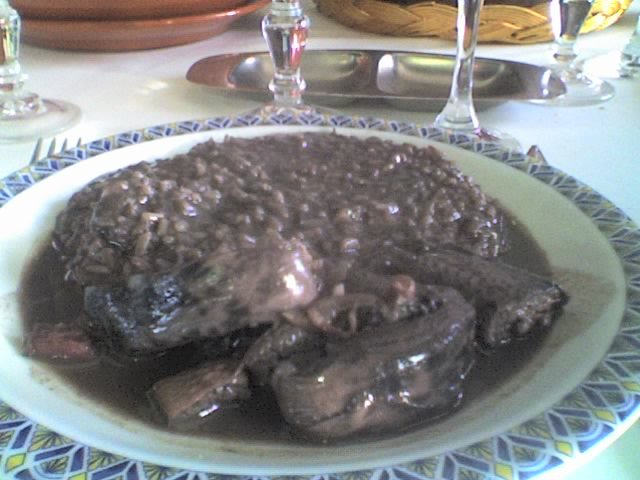
Arroz de lampreia (Portugal)

Algumas espécies de lampreias são usadas como alimento. No sul da Europa, sobretudo em Portugal, Espanha e França, a lampreia é tida por iguaria requintada, sendo vendida nos restaurantes a preços elevados.
Em Portugal, a lampreia é comida sobretudo em arroz de lampreia, com uma confecção próxima da cabidela, e à bordalesa, um guisado normalmente acompanhado de arroz. Alguns restaurantes e casas fazem-na também assada no espeto, e outros ainda fazem-na de escabeche. Em Portugal, a lampreia é comida de finais de Janeiro a meados de Abril.

## Taxonomia
As lampreias são classificadas no clade Hyperoartia do filo Chordata, por oposição aos Gnathostomata, que incluem os animais com maxilas. Todas as espécies conhecidas são agrupadas na classe Petromyzontida (ou Cephalaspidomorphi) da ordem Petromyzontiformes e na família Petromyzontidae.
A família Petromyzontidae inclui os seguintes taxa:
- Subfamilia Geotriinae
  - Gênero Geotria
    - lampreia de bolsa, Geotria australis (Gray,1851)
- Subfamília Mordaciinae
  - Gênero Mordacia
    - Mordacia lapicida (Gray, 1851)
    - Mordacia mordax (Richardson, 1846)
    - Mordacia praecox (Potter, 1968)
- Subfamília Petromyzontinae
  - Gênero Caspiomyzon
    - Caspiomyzon wagneri (Kessler, 1870)

  - Gênero Eudontomyzon
    - Eudontomyzon danfordi (Regan, 1911)
    - Eudontomyzon hellenicus (Vladykov, Renaud, Kott e Economidis, 1982)
    - Eudontomyzon mariae (Berg, 1931)
    - Eudontomyzon morii (Berg, 1931)
    - Eudontomyzon stankokaramani (Karaman, 1974)
    - Eudontomyzon vladykovi (Oliva e Zanandrea, 1959)

  - Gênero Ichthyomyzon
    - Ichthyomyzon bdellium (Jordan, 1885) -  lampreia de Ohio
    - Ichthyomyzon castaneus Girard, 1858 - chestnut lamprey
    - Ichthyomyzon fossor (Reighard e Cummins, 1916) - northern brook lamprey
    - Ichthyomyzon gagei (Hubbs e Trautman, 1937) - southern brook lamprey
    - Ichthyomyzon greeleyi (Hubbs e Trautman, 1937) - mountain brook lamprey
    - Ichthyomyzon unicuspis (Hubbs e Trautman, 1937) -  lampreia de prata

  - Gênero Lampetra
    - Lampetra aepyptera (Abbott, 1860) - least brook lamprey
    - Lampetra alaskensis (Vladykov e Kott, 1978)
    - Lampetra appendix (DeKay, 1842) - American brook lamprey
    - Lampetra ayresii (Günther, 1870)
    - Lampetra fluviatilis (Linnaeus, 1758) - Lampréia do rio
    - Lampetra hubbsi (Vladykov and Kott, 1976) - Kern brook lamprey
    - Lampetra lamottei (Lesueur, 1827)
    - Lampetra lanceolata (Kux e Steiner, 1972)
    - Lampetra lethophaga (Hubbs, 1971) - Pit-Klamath brook lamprey
    - Lampetra macrostoma (Beamish, 1982) -  lampréia de Vancouver
    - Lampetra minima (Bond e Kan, 1973) - Miller Lake lamprey
    - Lampetra planeri (Bloch, 1784) - lampréia do riacho
    - Lampetra richardsoni (Vladykov e Follett, 1965) - western brook lamprey
    - Lampetra similis (Vladykov e Kott, 1979) - Klamath lamprey
    - Lampetra tridentata (Richardson, 1836) - lampreia-do-pacífico

  - Gênero Lethenteron
    - Lethenteron camtschaticum (Tilesius, 1811)
    - Lethenteron japonicum (Martens, 1868)
    - Lethenteron kessleri (Anikin, 1905)
    - Lethenteron matsubarai (Vladykov e Kott, 1978)
    - Lethenteron reissneri (Dybowski, 1869)
    - Lethenteron zanandreai (Vladykov, 1955)

  - Gênero Petromyzon
    - Petromyzon marinus (Linnaeus, 1758) -  lampreia do mar

  - Gênero Tetrapleurodon
    - Tetrapleurodon geminis (Alvarez, 1964)
    - Tetrapleurodon spadiceus (Bean, 1887)

## Em Portugal
Em Portugal vivem 6 espécies de lampreias: lampreia-marinha, lampreia-de-rio, lampreia-de-riacho e ainda lampreias-da-costa-da-prata, lampreia-do-nabão e lampreia-do-sado, nomes que remetem para os seus locais de origem.
A lampreia-marinha (Petromyzon marinus) é aquela que é considerada um autêntico pitéu e que leva muita gente em romarias gastronómicas. Já a lampreia-de-rio (Lampetra fluviatilis) e a lampreia-de-riacho (Lampetra planeri) não se comem e são mais raras do que a sua congénere marinha, pelo que estão classificadas como criticamente em perigo de extinção, na última versão do Livro Vermelho dos Vertebrados de Portugal, de 2005.
A lampreia-de-riacho está presente sobretudo em Portugal, desde o Douro até ao Sado. Já a lampreia-de-rio foi declarada extinta em Espanha e, em Portugal, encontra-se somente no troço inferior dos rios Tejo e Sorraia. Para cada uma destas espécies, a população não ultrapassará os dez mil indivíduos.
Há três espécies endémicas de Portugal, o que significa que vivem apenas aqui. A lampreia-da-costa-da-prata (Lampetra alavariensis) é endémica das bacias hidrográficas do Vouga e do Esmoriz, enquanto a lampreia-do-sado (Lampetra lusitanica) existe só nesta rede hidrográfica e a lampreia-do-nabão (Lampetra auremensis) se restringe a esta bacia afluente do Tejo.
Ao todo, as três espécies terão dez a 20 mil indivíduos e medem cerca de 15 centímetros, não se alimentam depois da metamorfose. Na fase adulta, de alguns meses apenas, limitam-se a reproduzirem-se e, depois disso, morrem.

## Espécies extintas
- Mesomyzon mengae
- Hardistiella montanensis
- Mayomyzon pieckoensis
- Priscomyzon riniensis
- Priscomyzon vendramels